# Cal Tjader Quintet
Albums de Cal Tjader
Cal Tjader Quartet Jazz at The Blackhawk
Cal Tjader Quintet est un album studio de la discographie de Cal Tjader enregistré en 1956 avec une formation Quintet. Il est sorti en 1956 et contient le single…

## Titres
• Face A (18:13)
1. I Want to Be Happy (réenregistrée) (A1) - 3:15  ∫ de Vincent Youmans
2. The Nearness of You[2] (A2) - 3:54 ∫  de Hoagy Carmichael et Ned Washington
3. Pete Kelly's Blues (A3) - 3:48 ∫ de Sammy Cahn et Ray Heindorf
4. A Minor Goof (Nouvelle version sans saxophone) (A4) - 3:53 ∫ de Brew Moore
5. Undecided (A5) - 3:23 ∫ de Charlie Shavers

• Face B (19:01)
1. Philadelphia Mambo (B1) - 3:28 ∫ de Tito Puente
2. Flamingo (B2) - 4:12  ∫ de Anderson et Ted Grouya
3. Stompin' at the Savoy[3] (B3) - 4:00 ∫ de Benny Goodman, Chick Webb et Edgar Sampson
4. Laura (B4) - 3:21 ∫ de David Raksin
5. Lullaby of Birdland (B5) - 4:00 ∫ de George Shearing

## Single extrait au format 45™ (7")
- 1955 : …

## Personnel & Enregistrement
- Enregistrements studio en 1956 à San Francisco[4] (Californie). Masters Fantasy Records.

## Design de Couverture
- Description : Illustration au trait stylisé et épuré, reproduite à l'encre rouge. Gros plan serré sur les jambes d'un percussionniste assis qui tient entre ses cuisses, un ensemble de 2 timbales. Les pieds sont teintés de rouge ainsi qu'une timbale, l'autre a été colorisée en jaune orangé. Ces couleurs chaudes évoquent le feu, l'ambiance chaleureuse latine jazz et le jazz West Coast. Typographie moderne très contemporaine pour l'époque. L'album est sobrement intitulé « Cal Tjader Quintet ». (Voir la pochette[7]).
- Illustration de : ….

## Informations de Sortie
- Année de Sortie : 1956
- Intitulé : Cal Tjader - Cal Tjader Quintet
- Label : Fantasy Records
- Référence Catalogue : Fantasy F-3232[8]
- Format :  LP 33™ ou (12")
- Liner Notes : O'Higgins[9]

## Réédition FormatLPetCD
Réédition en album Lp 33™ Série Stéréo Disque sous le titre original « 'Cal Tjader Quintet' » .
- Références : Fantasy Records F-8085 (année?) [11].

Il n'y a pas eu de Réédition en CD sous le titre original « 'Cal Tjader Quintet' » pour l'instant. On retrouve les titres 1,3 et 4 sur la compilation « Black Orchid » (Fantasy Records F-24730 ou FCD 24730-2).
On pourra aussi retrouver le titre « 3. Pete Kelly's Blues » sur la compilation d'artistes divers « The Jazz Giants Play Sammy Cahn : It's Magic » (Prestige Records PR CD 24226-2).

## Observations
Le titre « A Minor Goof » de Brew Moore, nouvelle version, est interprété sans son auteur et sans saxophone contrairement à la version présente sur l'album Tjader Plays Tjazz et enregistré en 1955.